# Проституция во Франции
Проституция во Франции с 2016 года является противозаконной для потребителей, но нет наказания именно для тех, кто продает свое собственное тело (т. н. Шведская модель). В апреле 2016 вступил в действие закон, установивший наказание покупателям в проституции (до € 3,750). И мужчины, и женщины (старше 18 лет) могут получать плату за услуги сексуального характера, но при этом не имеют права рекламировать свою деятельность.

## Законы
В декабре 1254 года король Людовик Святой распорядился изгнать всех проституток и всех, живущих на их доходы, из королевства.
13 января 1555 года муниципальный совет в Кастельнодари постановил разобрать местный бордель и продать территорию, на которой он был расположен.
В 1561 году Генеральные штаты издали Орлеанские ордонансы, согласно статье 101 которых все бордели Франции были закрыты. В Лангедоке уже к этому времени почти все муниципальные бордели были закрыты.
Эдикт 20 апреля 1684 года предписывал заключать проституток в госпиталь Сальпетриер.
По словам Лекура 7 января 1796 года Директория обратилась к Совету Пятисот с просьбой принять закон против проституции. Она заметила по этому поводу, что законы против проституции состояли из нескольких устаревших ордонансов и нормативных актов, касающихся исключительно местной полиции. Единственное место в законах, имевшее отношение к морали, было в законе от 19—22 июля 1791 (описывавшем административные правонарушения) и касалось только вовлечения в проституцию несовершеннолетних (раздел 2, статьи 8 и 9), а Уголовный кодекс 25 сентября 1791 и Кодекс о преступлениях и наказаниях 3 брюмера IV года (25 октября 1795) хранили по поводу проституции полное молчание. Никаких законодательных мер, однако, предпринято не было. Уголовный кодекс 1810 года также содержит только запрет вовлечения в проституцию несовершеннолетних до 21 года (статья 334).
В 1807 году в Париже и пригородах было 190 домов терпимости, в 1826 году — 143 и в 1835 году — 189. Число достигло максимума в 235 в 1843 году, после чего постепенно снижалось, и на 1 января 1870 осталось только 152 борделя. Эти цифры также приводит Лекур.
11 августа 1830 года декрет французских властей распространил систему регламентации на взятый месяцем ранее Алжир. В остальных городах страны система регламентации вводилась по мере захвата их французами.
В мае 1871 года публичные дома были закрыты в XI округе Парижа. Участник Парижской коммуны, Элизе Реклю, писал по этому поводу: «Коммуна храбро решается на реформу, которую филантропы Луи-Филиппа, цензора и префекты полиции признавали абсолютно невозможной — на уничтожение домов терпимости»
В 1876 году муниципальный совет Парижа назначил комиссию по исследованию вопроса о полиции нравов. Комиссия проработала 6 лет и в 1882 году представила доклад, резко критиковавший идею полиции нравов и рекомендовавший её роспуск. Муниципалитет согласился с докладчиком и начал долгое противостояние с министерством внутренних дел, добиваясь отмены регламентации или на худой конец урезания бюджета полиции нравов. Особого успеха в этом направлении он не добился, однако, по мнению регуляционистов из французской Академии наук, аболиционисты из муниципалитета настолько смутили парижскую полицию, что та позволила проституции выйти из-под контроля, и проститутки стали предлагать свои услуги во всех публичных местах.
13 апреля 1946 года бордели во Франции были закрыты по инициативе Марты Ришар. Однако запрет не распространялся на французские колонии.
Организованная проституция под запретом.
При этом узаконена уличная проституция:
«Ночные бабочки» Парижа и других городов обязаны получить специальный патент на деятельность. В документе чётко прописано, что можно, а чего нельзя допускать в работе, а за малейшее нарушение предусмотрен огромный штраф.

Деятельность сутенёров запрещена.
Юристы отмечают:
Проституция, как таковая, во Франции не запрещена. Запрещены с 1946 года публичные дома и сутенёрство, приставание на улице к потенциальным клиентам и проституция несовершеннолетних. Проститутка должна быть невидимой, незаметной, не бросающейся в глаза. Проститутке, которая заговаривает с мужчинами на улице, грозит штраф. Сутенёр рискует тюремным заключением от 6 месяцев до 2 лет. Если он эксплуатирует труд несовершеннолетних, он может быть приговорён к 10 годам заключения. 95 % проституток находятся под контролем сутенёров и отдают им большую часть заработанных денег, работают на хозяина.

Особенность французской проституции — это отношение государства к этому вопросу. Проституция на улицах разрешена, но именно на улицах полиция время от времени совершает облавы. Однако не для того, чтобы напомнить этим женщинам, что они занимаются запрещенной деятельностью, а для того, чтобы выписать им очередной штраф. Причём, не только в виде штрафов. Проститутки платят колоссальные налоги, а это значит, что налоговой инспекции известно, сколько они зарабатывают.
В июне 2011 года проститутки Парижа вышли на митинг. Они выступили против предложения французских политиков ввести штрафы до 3 тыс. евро для получателей секс-услуг.
4 декабря 2013 года Национальное собрание 268 голосами против 138 при 79 воздержавшихся проголосовало за запрет покупки сексуальных услуг по шведской модели. Против голосовали зелёные и Национальный фронт. После этого закон был передан в Сенат, где и был отвергнут 8 июля 2014 года. В апреле 2016 года запрет покупки сексуальных услуг по шведской модели вступил в законную силу.

## Кокотка
Кокотка (фр. cocotte — «курочка») — так в эпоху Второй империи называли элитную проститутку, а позже содержанку, куртизанку, или нечто среднее между этими понятиями.

## Статистика
На 2003 год примерно 15 000—20 000 женщин работали в стране как проститутки.
К 2010 году число проституток (обоих полов) оценивалось в 20 000—30 000, при этом 80 % — иммигранты.

## Заработки
В 2004 году заработок французской проститутки составлял около 500 евро в день. При этом проститутки африканского происхождения зарабатывали меньше: 200—300 евро.